# Kraljevski red Škotske
Kraljevski red Škotske (engl. Royal Order of Scotland) je dodatni red u slobodnom zidarstvu. Članstvo je počast koja se slobodnim zidarima kršćanima ukazuje na poziv. Velika loža Kraljevskog reda Škotske (Grand Lodge of the Royal Order of Scotland) ima sjedište u Edinburghu, Škotska, s preko 95 podređenih pokrajinskih velikih loža; od toga je najveća koncentracija (više od trećine) na Britanskom otočju, dok se ostatak nalazi u zemljama diljem svijeta.

## Povijest
Kraljevski red Škotske postoji najranije od 1741. godine što se može zaključiti iz zapisa u arhivi Velike lože koji pokazuju aktivnost u Londonu, nadalje s poveljom koja je dodijeljena 1750. godine za rad stupnja u Hagu. Nositelj tog garanta, William Mitchell, preselio se u Edinburgh 1752. ili 1753. godine gdje je osnovao pokrajinsku veliku ložu koristeći se tom poveljom. Godine 1767. godine ovo je tijelo postalo Velika loža Kraljevskog reda Škotske. Vremenom se aktivnost postepeno smanjivala što je rezultiralo potencijalnim prestankom aktivnosti Reda početkom 19. stoljeća, ali se ponovno oživljava osnivanjem novih pokrajinskih velikih loža do 1843. godine.
Legende o Redu postavljaju njegov začetak u vrijeme vladavine kralja Davida I. u 12. stoljeću u prvom stupnju, dok se u drugom stupnju isto stavlja u 1314. godinu nakon bitke kod Bannockburna.

## Struktura stupnjeva
Kraljevski red Škotske ima dva stupnja:
1. Nasljedstvo Kilwinning (engl. Heredom of Kilwinning)
2. Vitez ružinog križa (Knight of the Rosy Cross)

Ritual se obično uči i uvježbava bez scenarija, a uključuju znatnu količinu rimovanih stihova. Elementi mnogih drugih slobodnozidarskih stupnjeva i redova uključeni su u ceremonije Kraljevskog reda Škotske ili se spominju unutar njih.

## Članstvo
Univerzalni uvijeti za kandidate u članstvo su da je majstor s pet godina staža kao i da je pripadnik kršćanske religije koji vjeruje u kršćansku doktrinu Presvetog Trojstva, a ove uvjete ne može mijenjati nijedna pokrajinska velika loža. Članstvo je samo po pozivu.
Osim ovih temeljnih uvjeta, pokrajine su slobodne postaviti dodatne uvjete, i mnoge to čine, a najčešći je uvjet za članstvom u Svetom kraljevskom luku. Daljnje kvalifikacije za članstvo razlikuju se ovisno o pokrajinskoj nadležnosti, ali mogu uključivati uvjet za članstvom 18. stupnja Drevnog i prihvaćenog škotskog obreda ili nekog od drugih kršćanskih slobodnozidarskih redova (kao što je Crveni križ cara Konstatina ili Vitezovi templari). Za članove Švedskog reda slobodnih zidara to je 8. stupanj Švedskog obreda.

## Rasprostranjenost
Ovaj red je i globalna organizacija. Pokrajinske velike lože se mogu naći u Australiji, Sjedinjenim Američkim Državama i Europi.
Kraljevski redovi Škotske djeluju na područjima nadležnosti sljedećih regularnih velikih loža temeljem potpisanih konkordata:
- Velika loža Škotske → Velika loža Kraljevskog reda Škotske[5]
  -  Veliki orijent Nizozemske → Pokrajinska velika loža za Nizozemsku (1974.)[6]
  -  Švedski red slobodnih zidara → tri pokrajinske velike lože: Švedske (2000.), Skåne (2002.) i Ostrogotije (2016.)[7]
  -  Ujedinjena velika loža Engleske → pokrajinske velike lože: jugoistočnih grofovija Engleske,[8] Warwickshirea,[9] Kenta,[10] Staffordshira i Shropshira,[11] Middlesexa,[12] Northumberlanda,[13] Northamptonshirea i Huntingdonshirea,[14] Cotswoldsa,[15]
  -  Regularna velika loža Belgije →
  -  Velika loža Perua → Pokrajinska velika loža Perua[16]
  -  Regularne velike lože u SAD-u → Pokrajinska velika loža za Sjedinjene Američke Države (1878.)[17]
  -  Ujedinjena velika loža Viktorije → Pokrajinska velika loža Viktorije (1945.)[18]
  -  Velika loža Novog Zelanda → četiri pokrajinske velike lože: južnog Novog Zelanda, središnjeg Novog Zelanda, Canterburyja i južnog Novog Zelanda.[19]
  -  Velika loža Obale Bjelokosti → Pokrajinska velika loža Obale Bjelokosti (2024.)

## Vanjske poveznice
- Službena stranica